# (276) Аделаида
(276) Аделаида (нем. Adelheid) — довольно крупный астероид главного пояса, который был открыт 17 апреля 1888 года австрийским астрономом Иоганном Пализой в венской обсерватории. Происхождение названия астероида неизвестно.
Астероид принадлежит к большому семейству тёмных астероидов Алауды.

Орбита астероида Аделаида и его положение в Солнечной системе
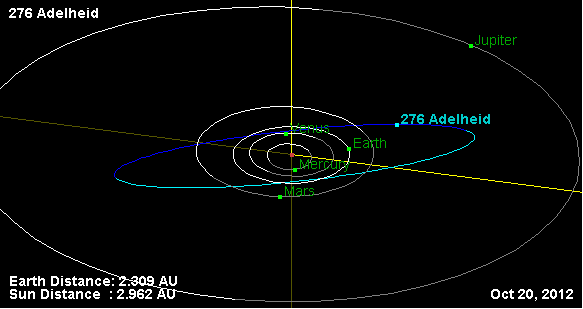
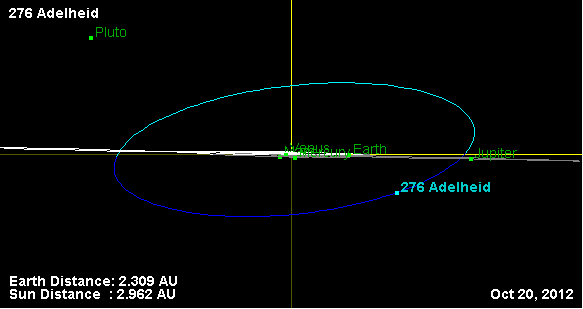

Фотометрические наблюдения, проведённые в 1992 году, позволили получить кривые блеска этого тела, из которых следовало, что период вращения астероида вокруг своей оси равняется 6,328 ± 0,012 часам, с изменением блеска по мере вращения более чем на 0,10 ± 0,02 m.
При помощи космического телескопа инфракрасной космической обсерватории, данный астероид был классифицирован как комбинация астероидов класса P и класса C, и, по всей вероятности, состоит из простейших углеродных соединений.